# Verbandsgemeinde Pirmasens-Land
De Verbandsgemeinde Pirmasens-Land, gelegen in de Duitse deelstaat Rijnland-Palts, in de Landkreis Südwestpfalz, is een samenwerkingsverband van de tien rondom de stad Pirmasens gelegen plattelandsgemeentes. De Verbandsgemeinde wordt bestuurd vanuit een kantoor, gevestigd in een uit 1883 daterend gebouw aan de Bahnhofstraße 19 in de stad Pirmasens.

Ligging van de Verbandsgemeinde
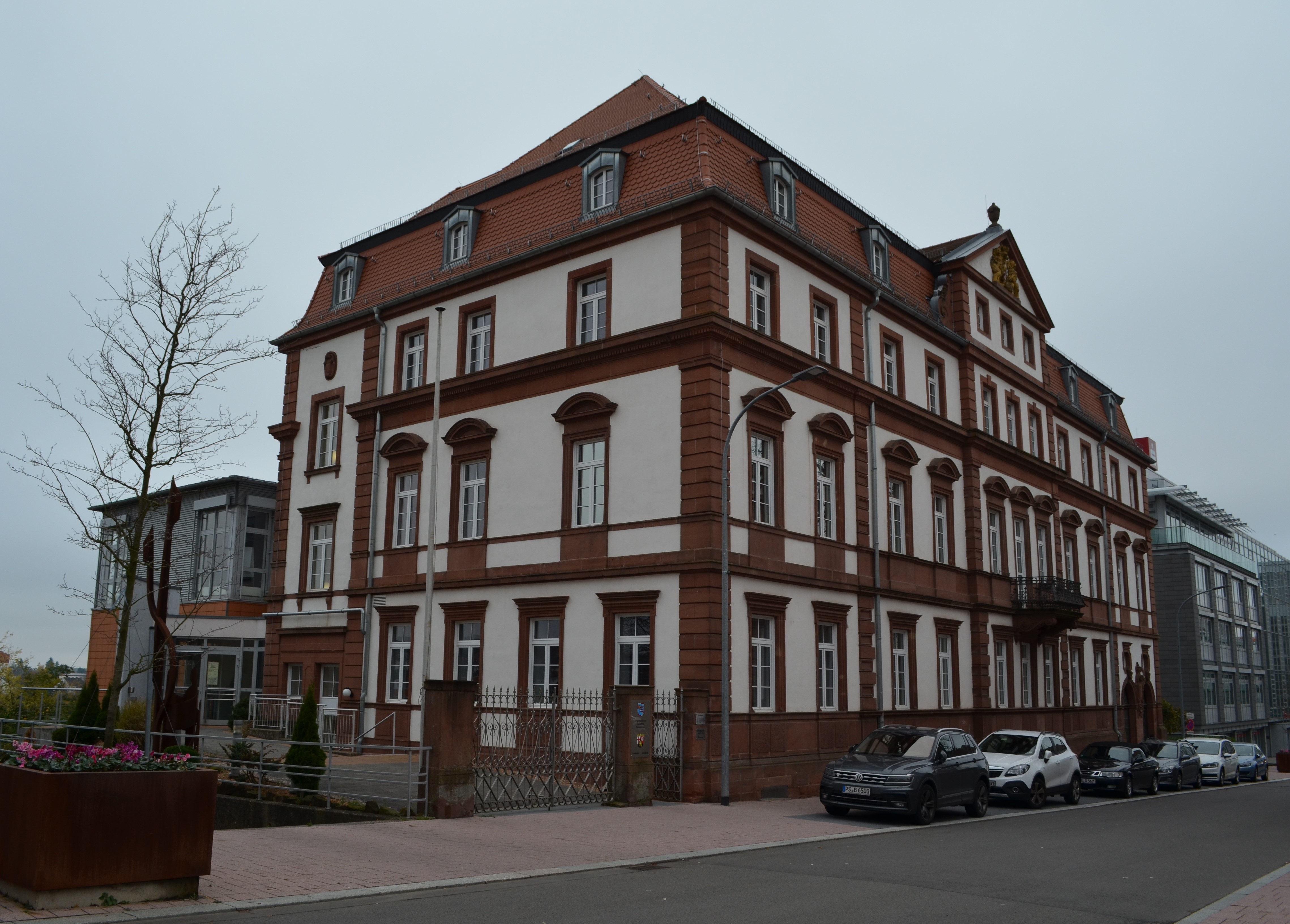
Bestuurskantoor van de Verbandsgemeinde te Pirmasens

Tot deze Verbandsgemeinde behoren  de volgende tien gemeentes:
- Bottenbach
- Eppenbrunn
- Hilst
- Kröppen
- Lemberg
- Obersimten
- Ruppertsweiler
- Schweix
- Trulben
- Vinningen.

De Verbandsgemeinde werd in 1972 in het kader van een bestuurshervorming in Rijn-Hessen-Palts in het leven geroepen. Zij heeft het gemeentenummer 073405003.
De Verbandsgemeinde wordt bestuurd door 28 raadsleden, die voor deze functie geen bezoldiging krijgen. Zij staan onder leiding van een rechtstreeks door de burgerij gekozen burgemeester.
Burgemeester is sedert 2022 de heer Klaus Weber (CDU).
De Verbandsgemeinde voert een eigen wapen, zie de afbeelding.

Wapen